# Governo nazionale (1937-1939)
Il Governo nazionale del 1937-1939 venne formato da Neville Chamberlain in occasione della sua nomina a primo ministro del Regno Unito da parte di re Giorgio VI. Succedette a Stanley Baldwin, che annunciò le sue dimissioni in seguito all'incoronazione del re e della regina nel maggio 1937.
Come governo nazionale conteneva membri del Partito Conservatore, liberali nazionali e nazional-laburisti, così come un certo numero di individui che non appartenevano a nessun partito politico. Nel settembre 1939, Chamberlain chiese le dimissioni formali di tutti i suoi colleghi, ricostruendo il governo per affrontare meglio la Germania nazista nella seconda guerra mondiale.

## Politiche

### Politica estera

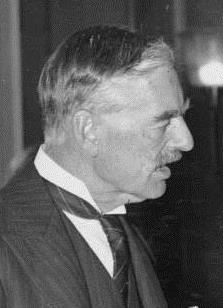
Neville Chamberlain era il primo ministro in carica

Chamberlain è meglio conosciuto per la sua politica di riappacificazione, e in particolare per la sua firma dell'Accordo di Monaco nel 1938, che concedeva alla Germania la regione dei Sudeti della Cecoslovacchia. Disse che avrebbe portato "la pace nel nostro tempo" e venne ampiamente applaudito. Intensificò anche il programma di riarmo della Gran Bretagna e lavorò a stretto contatto con la Francia. Quando nel 1939 Hitler continuò la sua aggressione, conquistando il resto della Cecoslovacchia e minacciando la Polonia, Chamberlain s'impegnò a difendere l'indipendenza della Polonia se quest'ultima fosse stata attaccata. Gran Bretagna e Francia dichiararono guerra quando la Germania attaccò la Polonia nel settembre 1939.

### Politica interna
Chamberlain voleva concentrarsi sulle questioni interne. Ottenne l'approvazione del Factories Act 1937, progettato per migliorare le condizioni di lavoro nelle fabbriche, e pose limiti all'orario di lavoro di donne e bambini. Il Coal Act 1938 consentì la nazionalizzazione dei depositi di carbone. Un altro importante atto legislativo approvato quell'anno fu l'Holidays with Pay Act 1938. L'Housing Act del 1938 forniva sussidi volti a incoraggiare l'eliminazione delle baraccopoli e mantenere il controllo degli affitti. I piani di Chamberlain per la riforma del governo locale vennero accantonati a causa dello scoppio della guerra nel 1939. Parimenti, la proposta di elevare l'età scolastica a 15 anni, prevista per l'attuazione il 1º settembre 1939, non poté entrare in vigore.

## Governo

### Maggio 1937 - settembre 1939
- Neville Chamberlain – Primo ministro e Leader della Camera dei Comuni
- Il visconte Hailsham – Lord Gran Cancelliere della Gran Bretagna
- Il visconte Halifax – Leader della Camera dei lord e Lord presidente del Consiglio
- Il conte De La Warr – Lord custode del sigillo privato
- Sir John Simon – Cancelliere dello Scacchiere
- Sir Samuel Hoare – Segretario di Stato per gli affari interni
- Anthony Eden – Segretario di Stato per gli affari esteri
- William Ormsby-Gore – Segretario di Stato per le Colonie
- Malcolm MacDonald – Segretario di Stato per gli affari dei dominion
- Leslie Hore-Belisha – Segretario di Stato per la guerra
- Il marchese di Zetland – Segretario di Stato per l'India e la Birmania
- Il visconte Swinton – Segretario di Stato per l'aeronautica
- Walter Elliot – Segretario di Stato per la Scozia
- Duff Cooper – Primo lord dell'ammiragliato
- Oliver Stanley – Presidente del Board of Trade
- Il conte Stanhope – Presidente del Consiglio dell'Istruzione
- William Shepherd Morrison – Ministro dell'agricoltura
- Ernest Brown – Ministro del lavoro
- Sir Kingsley Wood – Ministro della salute
- Leslie Burgin – Ministro dei trasporti
- Sir Thomas Inskip – Ministro per il Coordinamento della Difesa

Per un elenco completo dei titolari di cariche ministeriali, vedere Governo nazionale (1935-1940).

#### Titolari di cariche chiave non nel governo
- Il conte Winterton – Cancelliere del Ducato di Lancaster
- Lord Hutchison – Paymaster-General
- Herwald Ramsbotham – Ministro delle pensioni
- George Tryon – Direttore generale delle poste
- Sir Philip Sassoon – Primo commissario ai lavori
- Sir Donald Somervell – Procuratore generale
- Sir Terence O'Connor – Sollecitatore generale
- David Margesson – Chief whip
- Osmund Somers Cleverly – Segretario privato principale del primo ministro

#### Sostituzioni
- Febbraio 1938 – Lord Halifax succede a Eden come Ministro degli Esteri. Ad Halifax succede come Lord presidente Lord Hailsham, a cui succede come Lord cancelliere Lord Maugham. Ad Halifax succede come leader della Camera dei Lord Lord Stanhope, che rimane anche presidente del Consiglio dell'Istruzione.
- Marzo 1938 – Lord Winterton, il cancelliere del Ducato di Lancaster, entra nel governo.
- Maggio 1938 – Orsmby-Gore eredita il titolo di barone Harlech. Successivamente si dimette dal governo e gli succede Malcolm MacDonald come segretario per le Colonie. Lord Stanley succede a MacDonald come segretario per i Dominion. Kingsley Wood succede a Lord Swinton come segretario di Stato per l'Aeronautica. Walter Elliot succede a Wood come ministro della Salute. John Colville succede a Elliot come segretario per la Scozia.
- Giugno 1938 – Il conte di Munster succede a Lord Hutchison come Paymaster-General.
- Ottobre 1938 – Lord Stanhope succede a Duff Cooper (dimessosi) come primo lord dell'ammiragliato, rimanendo anche leader della Camera dei Lord. Lord De La Warr succede a Stanhope al Consiglio dell'Istruzione. Sir John Anderson succede a De La Warr come lord del sigillo privato, con una responsabilità speciale per le precauzioni contro le incursioni aeree. Malcolm MacDonald succede a Stanley (deceduto) come segretario per i dominion, rimanendo anche segretario per le Colonie. Lord Runciman succede a Lord Hailsham come lord presidente.
- Gennaio 1939 – Sir Thomas Inskip succede a Malcolm MacDonald come segretario per i dominion. MacDonald rimane segretario per le Colonie. Lord Chatfield succede a Inskip come ministro per il Coordinamento della Difesa. William Morrison succede al Ducato di Lancaster a Lord Winterton, che diventa Paymaster-General fuori dal governo. Sir Reginald Dorman-Smith succede a Morrison come ministro dell'Agricoltura. Lord Winterton lascia il governo e la carica di cancelliere del Ducato di Lancaster, diventando tesoriere generale in successione al conte di Munster.
- Aprile 1939 - Leslie Burgin diventa ministro senza portafoglio in attesa della legislazione per creare il Ministero dell'approvvigionamento. Gli succede come ministro dei Trasporti Euan Wallace.
- Giugno 1939 - Herwald Ramsbotham succede a Sir Philip Sassoon (deceduto) come primo commissario ai lavori e viene sostituito come ministro delle Pensioni da Sir Walter Womersley.
- Luglio 1939 - Leslie Burgin diventa ministro dell'approvvigionamento.

## Ministri
I membri del governo sono sottolineati in grassetto.
| Carica                                                                     | Nome                            | Partito            | Datee                             | Note                                                    |
| -------------------------------------------------------------------------- | ------------------------------- | ------------------ | --------------------------------- | ------------------------------------------------------- |
| Primo ministro, Primo lord del tesoro e Leader della Camera dei comuni     | Neville Chamberlain             | Conservatore       | 28 maggio 1937 - 3 settembre 1939 |                                                         |
| Lord Alto Cancelliere della Gran Bretagna                                  | Il visconte Hailsham            | Conservatore       | Maggio 1937                       |                                                         |
| Lord Alto Cancelliere della Gran Bretagna                                  | Il Lord Maugham                 |                    | 9 marzo 1938                      |                                                         |
| Lord presidente del Consiglio                                              | Il visconte Halifax             | Conservatore       | 28 maggio 1937                    | Leader della Camera dei lord                            |
| Lord presidente del Consiglio                                              | Il visconte Hailsham            | Conservatore       | 9 marzo 1938                      |                                                         |
| Lord presidente del Consiglio                                              | Il visconte Runciman di Doxford | Liberale Nazionale | 31 ottobre 1938                   | Lord Custode del Sigillo Privato                        |
| Lord custode del sigillo privato                                           | Il conte De La Warr             | Nazional Laburista | 28 maggio 1937                    |                                                         |
| Lord custode del sigillo privato                                           | Sir John Anderson               | Nazionale          | 31 ottobre 1938                   |                                                         |
| Cancelliere dello Scacchiere                                               | Sir John Simon                  | Liberale Nazionale | 28 maggio 1937                    |                                                         |
| Segretario parlamentare al Tesoro                                          | David Margesson                 | Conservatore       | Maggio 1937                       |                                                         |
| Segretario finanziario al Tesoro                                           | John Colville                   | Conservatore       | Maggio 1937                       |                                                         |
| Segretario finanziario al Tesoro                                           | Euan Wallace                    | Conservatore       | 16 maggio 1938                    |                                                         |
| Segretario finanziario al Tesoro                                           | Harry Crookshank                | Conservatore       | 21 aprile 1939                    |                                                         |
| Lord del tesoro                                                            | James Stuart                    | Conservatore       | Maggio 1937 - settembre 1939      |                                                         |
| Lord del tesoro                                                            | Charles Kerr                    | Liberale Nazionale | 28 maggio 1937 - 4 aprile 1939    |                                                         |
| Lord del tesoro                                                            | Thomas Dugdale                  | Conservatore       | 28 maggio 1937 - settembre 1939   |                                                         |
| Lord del tesoro                                                            | Charles Waterhouse              | Conservatore       | 28 maggio 1937 - 18 ottobre 1937  |                                                         |
| Lord del tesoro                                                            | Ronald Cross                    | Conservatore       | 28 maggio 1937 - 18 ottobre 1937  |                                                         |
| Lord del tesoro                                                            | Patrick Munro                   | Conservatore       | 18 ottobre 1937 - settembre 1939  |                                                         |
| Lord del tesoro                                                            | Robert Grimston                 | Conservatore       | 18 ottobre 1937 - 18 maggio 1938  |                                                         |
| Lord del tesoro                                                            | Stephen Furness                 | Liberale Nazionale | 20 maggio 1938 - settembre 1939   |                                                         |
| Lord del tesoro                                                            | Sir James Edmondson             | Conservatore       | 4 aprile 1939 - settembre 1939    |                                                         |
| Segretario di Stato per gli affari esteri                                  | Anthony Eden                    | Conservatore       | Maggio 1937                       |                                                         |
| Segretario di Stato per gli affari esteri                                  | Il visconte Halifax             | Conservatore       | 21 febbraio 1938                  |                                                         |
| Sottosegretario di Stato parlamentare per gli affari esteri                | Visconte Cranborne              | Conservatore       | Maggio 1937 - 20 febbraio 1938    |                                                         |
| Sottosegretario di Stato parlamentare per gli affari esteri                | Il conte di Plymouth            | Conservatore       | Maggio 1937 - 12 maggio 1939      |                                                         |
| Sottosegretario di Stato parlamentare per gli affari esteri                | Rab Butler                      |                    | 25 febbraio 1938 - settembre 1939 |                                                         |
| Segretario di Stato per gli affari interni                                 | Sir Samuel Hoare, Bt            | Conservatore       | 28 maggio 1937                    |                                                         |
| Sottosegretario di Stato per gli affari interni                            | Geoffrey Lloyd                  | Conservatore       | Maggio 1937                       |                                                         |
| Sottosegretario di Stato per gli affari interni                            | Osbert Peake                    | Conservatore       | 29 giugno 1939 (?)                |                                                         |
| Primo lord dell'ammiragliato                                               | Duff Cooper                     | Conservatore       | 28 maggio 1937                    |                                                         |
| Primo lord dell'ammiragliato                                               | Il conte Stanhope               | Conservatore       | 27 ottobre 1938                   | anche Leader della Camera dei lord                      |
| Segretario parlamentare e finanziario dell'Ammiragliato                    | Geoffrey Shakespeare            | Liberale Nazionale | 28 maggio 1937                    |                                                         |
| Lord civile dell'ammiragliato                                              | John Llewellin                  |                    | 28 maggio 1937                    |                                                         |
| Lord civile dell'ammiragliato                                              | Sir Austin Hudson, Bt           | Conservatore       | 14 luglio 1939                    |                                                         |
| Ministro dell'agricoltura e della pesca                                    | William Morrison                | Conservatore       | Maggio 1937                       |                                                         |
| Ministro dell'agricoltura e della pesca                                    | Sir Reginald Dorman-Smith       |                    | 29 gennaio 1939                   |                                                         |
| Segretario parlamentare presso il Ministero dell'agricoltura e della pesca | Il conte di Feversham           | Conservatore       | Maggio 1937                       | anche vice ministro della pesca                         |
| Segretario di Stato per l'aeronautica                                      | Il visconte Swinton             | Conservatore       | Maggio 1937                       |                                                         |
| Segretario di Stato per l'aeronautica                                      | Sir Kingsley Wood               | Conservatore       | 16 maggio 1938                    |                                                         |
| Sottosegretario di Stato per l'aeronautica                                 | Anthony Muirhead                | Conservatore       | 28 maggio 1937                    |                                                         |
| Sottosegretario di Stato per l'aeronautica                                 | Harold Balfour                  | Conservatore       | 16 maggio 1938                    |                                                         |
| Segretario di Stato per le Colonie                                         | Hon. William Ormsby-Gore        | Conservatore       | Maggio 1937                       |                                                         |
| Segretario di Stato per le Colonie                                         | Malcolm MacDonald               | Nazional Laburista | 16 maggio 1938                    |                                                         |
| Sottosegretario di Stato per le Colonie                                    | Il marchese di Dufferin e Ava   |                    | 28 maggio 1937                    |                                                         |
| Ministro per il Coordinamento della Difesa                                 | Sir Thomas Inskip               | Conservatore       | Maggio 1937                       |                                                         |
| Ministro per il Coordinamento della Difesa                                 | Lord Chatfield                  |                    | 29 gennaio 1939                   |                                                         |
| Segretario di Stato per gli affari dei dominion                            | Malcolm MacDonald               | Nazional Laburista | Maggio 1937                       |                                                         |
| Segretario di Stato per gli affari dei dominion                            | Lord Stanley                    | Conservatore       | 16 maggio 1938                    |                                                         |
| Segretario di Stato per gli affari dei dominion                            | Malcolm MacDonald               | Nazional Laburista | 31 ottobre 1938                   |                                                         |
| Segretario di Stato per gli affari dei dominion                            | Sir Thomas Inskip               | Conservatore       | 29 gennaio 1939                   | Visconte Caldecote                                      |
| Sottosegretario di Stato per gli affari dei dominion                       | Marchese di Hartington          | Conservatore       | Maggio 1937                       | succeduto come duca di Devonshire, 6 maggio 1938        |
| Presidente del Consiglio dell'Istruzione                                   | Il conte Stanhope               | Conservatore       | 28 maggio 1937                    | also Leader of the House of Lords from 21 February 1938 |
| Presidente del Consiglio dell'Istruzione                                   | Il conte De La Warr             | Nazional Laburista | 27 ottobre 1938                   |                                                         |
| Segretario parlamentare al Consiglio dell'Istruzione                       | Kenneth Lindsay                 | Nazional Laburista | 28 maggio 1937                    |                                                         |
| Ministero della salute                                                     | Sir Kingsley Wood               | Conservatore       | Maggio 1937                       |                                                         |
| Ministero della salute                                                     | Walter Elliot                   |                    | 16 maggio 1938                    |                                                         |
| Segretario parlamentare al Ministero della Salute                          | Robert Bernays                  | Liberale Nazionale | 28 maggio 1937                    |                                                         |
| Segretario parlamentare al Ministero della Salute                          | Florence Horsbrugh              | Conservatore       | 14 luglio 1939                    |                                                         |
| Segretario di Stato per l'India e la Birmania                              | Il marchese di Zetland          | Conservatore       | Maggio 1937                       |                                                         |
| Sottosegretario di Stato per l'India                                       | Lord Stanley                    | Conservatore       | 28 maggio 1937                    |                                                         |
| Sottosegretario di Stato per l'India                                       | Anthony Muirhead                | Conservatore       | 16 maggio 1938                    |                                                         |
| Ministro del lavoro                                                        | Ernest Brown                    | Liberale Nazionale | Maggio 1937                       |                                                         |
| Segretario parlamentare al Ministero del Lavoro                            | Rab Butler                      | Conservatore       | 28 maggio 1937                    |                                                         |
| Segretario parlamentare al Ministero del Lavoro                            | Alan Lennox-Boyd                | Conservatore       | 25 febbraio 1938                  |                                                         |
| Cancelliere del Ducato di Lancaster                                        | Il conte Winterton              | Conservatore       | 28 maggio 1937                    | Carica nel governo dall'11 marzo 1938                   |
| Cancelliere del Ducato di Lancaster                                        | William Morrison                | Conservatore       | 29 gennaio 1939                   |                                                         |
| Paymaster-General                                                          | Lord Hutchison di Montrose      | Liberale Nazionale | Maggio 1937                       |                                                         |
| Paymaster-General                                                          | Il conte di Munster             | Conservatore       | 2 giugno 1938                     |                                                         |
| Paymaster-General                                                          | Il conte Winterton              | Conservatore       | 29 gennaio 1939                   |                                                         |
| Ministro delle pensioni                                                    | Herwald Ramsbotham              | Conservatore       | Maggio 1937                       |                                                         |
| Ministro delle pensioni                                                    | Sir Walter Womersley            | Conservatore       | 7 giugno 1939                     |                                                         |
| Ministro senza portafoglio                                                 | Leslie Burgin                   | Liberale Nazionale | 21 aprile 1939 - 14 luglio 1939   |                                                         |
| Direttore generale delle poste                                             | George Tryon                    | Conservatore       | Maggio 1937                       |                                                         |
| Assistente direttore generale delle poste                                  | Sir Walter Womersley            | Conservatore       | Maggio 1937                       |                                                         |
| Assistente direttore generale delle poste                                  | William Mabane                  | Liberale           | 7 giugno 1939                     |                                                         |
| Segretario di Stato per la Scozia                                          | Walter Elliot                   |                    | Maggio 1937                       |                                                         |
| Segretario di Stato per la Scozia                                          | John Colville                   |                    | 16 maggio 1938                    |                                                         |
| Sottosegretario di Stato per la Scozia                                     | Henry Wedderburn                | Conservatore       | Maggio 1937                       |                                                         |
| Ministro dell'approvvigionamento                                           | Leslie Burgin                   | Liberale Nazionale | 14 luglio 1939                    |                                                         |
| Segretario parlamentare al Ministero dell'approvvigionamento               | John Llewellin                  |                    | 14 luglio 1939                    |                                                         |
| Presidente del Board of Trade                                              | Oliver Stanley                  |                    | 28 maggio 1937                    |                                                         |
| Segretario parlamentare al Board of Trade                                  | Euan Wallace                    | Conservatore       | 28 maggio 1937                    |                                                         |
| Segretario parlamentare al Board of Trade                                  | Ronald Cross                    | Conservatore       | 16 maggio 1938                    |                                                         |
| Segretario per il commercio estero                                         | Robert Hudson                   | Conservatore       | 28 maggio 1937                    |                                                         |
| Segretario per le miniere                                                  | Harry Crookshank                | Conservatore       | Maggio 1937                       |                                                         |
| Segretario per le miniere                                                  | Geoffrey Lloyd                  | Conservatore       | 21 aprile 1939                    |                                                         |
| Ministro dei trasporti                                                     | Leslie Burgin                   | Liberale Nazionale | 28 maggio 1937                    |                                                         |
| Ministro dei trasporti                                                     | Euan Wallace                    | Conservatore       | 21 aprile 1939                    |                                                         |
| Segretario parlamentare al Ministero dei Trasporti                         | Sir Austin Hudson, Bt           | Conservatore       | Maggio 1937                       |                                                         |
| Segretario parlamentare al Ministero dei Trasporti                         | Robert Bernays                  | Liberale Nazionale | 14 luglio 1939                    |                                                         |
| Segretario di Stato per la guerra                                          | Leslie Hore-Belisha             | Liberale Nazionale | 28 maggio 1937                    |                                                         |
| Sottosegretario di Stato per la guerra                                     | Lord Strathcona and Mount Royal | Conservatore       | Maggio 1937                       |                                                         |
| Sottosegretario di Stato per la guerra                                     | Il conte di Munster             | Conservatore       | 29 gennaio 1939                   |                                                         |
| Segretario finanziario al Ministero della Guerra                           | Sir Victor Warrender, Bt        | Conservatore       | Maggio 1937                       |                                                         |
| Primo commissario ai lavori                                                | Sir Philip Sassoon, Bt          | Conservatore       | 28 maggio 1937                    |                                                         |
| Primo commissario ai lavori                                                | Herwald Ramsbotham              | Conservatore       | 7 giugno 1939                     |                                                         |
| Procuratore generale                                                       | Sir Donald Somervell            | Conservatore       | Maggio 1937                       |                                                         |
| Sollecitatore generale                                                     | Sir Terence O'Connor            | Conservatore       | Maggio 1937                       |                                                         |
| Lord avvocato                                                              | Thomas Cooper                   |                    | Maggio 1937                       |                                                         |
| Procuratore generale per la Scozia                                         | James Reid                      |                    | Maggio 1937                       |                                                         |
| Tesoriere d'Inghilterra                                                    | Sir Lambert Ward                | Conservatore       | 28 maggio 1937                    |                                                         |
| Tesoriere d'Inghilterra                                                    | On. Arthur Hope                 | Conservatore       | 18 ottobre 1937                   |                                                         |
| Tesoriere d'Inghilterra                                                    | Charles Waterhouse              | Conservatore       | 4 aprile 1939                     |                                                         |
| Controllore d'Inghilterra                                                  | Sir George Davies               |                    | 28 maggio 1937                    |                                                         |
| Controllore d'Inghilterra                                                  | Charles Waterhouse              | Conservatore       | 18 ottobre 1937                   |                                                         |
| Controllore d'Inghilterra                                                  | Charles Kerr                    | Liberale Nazionale | 4 aprile 1939                     |                                                         |
| Viceciambellano d'Inghilterra                                              | On. Arthur Hope                 | Conservatore       | 28 maggio 1937                    |                                                         |
| Viceciambellano d'Inghilterra                                              | Ronald Cross                    | Conservatore       | 18 ottobre 1937                   |                                                         |
| Viceciambellano d'Inghilterra                                              | Robert Grimston                 | Conservatore       | 4 aprile 1939                     |                                                         |
| Capitano dei Gentlemen-at-Arms                                             | Il conte di Lucan               |                    | Maggio 1937                       |                                                         |
| Capitano dei Yeomen of the Guard                                           | Lord Templemore                 |                    | Maggio 1937                       |                                                         |
| Lord in attesa                                                             | Il visconte Gage                |                    | Maggio 1937 - 11 aprile 1939      |                                                         |
| Lord in attesa                                                             | Il conte di Munster             | Conservatore       | Maggio 1937 - 2 giugno 1938       |                                                         |
| Lord in attesa                                                             | Il conte Erne                   |                    | Maggio 1937 - 25 luglio 1939      |                                                         |
| Lord in attesa                                                             | Il conte di Fortescue           |                    | 26 agosto 1937 - settembre 1939   |                                                         |
| Lord in attesa                                                             | Il conte di Birkenhead          |                    | 12 luglio 1938 - settembre 1939   |                                                         |
| Lord in attesa                                                             | Il visconte Bridport            |                    | 11 aprile 1939 - settembre 1939   |                                                         |
| Lord in attesa                                                             | Lord Ebury                      |                    | 25 luglio 1939 - settembre 1939   |                                                         |